# Marksteinzeuge
Als Marksteinzeuge (auch Grenzsteinzeuge oder Grenzzeuge, heutzutage auch Untervermarkung oder unterirdische Sicherung) wird ein Gegenstand bezeichnet, mit dem eine Abmarkung gesichert wird. Dazu wird während des Abmarkens unter den Grenzstein ein zusätzlicher Gegenstand vergraben, um bei Grenzstreitigkeiten oder bei Verlust des Steins dessen genaue Lage bezeugen zu können.

## Material
Marksteinzeugen bestehen meist aus gebranntem Ton (sogenannter Tonzeuge), glasiert oder unglasiert, manchmal aber auch aus Porzellan, Glas, Beton oder Kunststoff. In Württemberg wurde oft einfacher Ziegelbruch oder ein Stück Kohle verwendet. In manchen Gegenden wurden oder werden auch mit dem Boden nach oben vergrabene Glasflaschen oder ein Drainagerohr als Zeugen verwendet. Die meisten Gemeinden, ab Mitte des 19. Jahrhunderts, verwendeten zuerst Ziegelbruchstücke, später kamen Tonplättchen mit den Anfangsbuchstaben der Gemeinden und zum Teil auch der Jahreszahl in Gebrauch. In der Spätphase der „Verzeugung“ Mitte des 20. Jahrhunderts wurden überwiegend Zeugen mit Darstellungen der Gemeindewappen verwendet.

## Verbreitung
Hauptsächlich wurden die Grenzsteinzeugen im süddeutschen Raum verwendet und hier vor allem in Württemberg. Auch aus Baden, Hessen, der Nordschweiz, aus Bayern, Österreich, Thüringen und Sachsen sind Zeugen überliefert.

## Geheimnis
Für das Verlegen der Zeugen unter die Grenzsteine waren die Feldgeschworenen (lokal „Untergänger“, „Siebener“, „Hoagmoar“) zuständig. Damit stellten die Feldgeschworenen einen gewichtigen kommunale Rechtsträger dar. Sie entschieden bei Grenzstreitigkeiten mit Hilfe ihres „Zeugengeheimnisses“ (auch: Siebenergeheimnis) über den Standort eines Steins. Zu ihren Aufgaben gehörte auch der Grenzgang, bei dem in regelmäßigem Turnus der Grenzverlauf abgegangen wurde.

## Beispiele

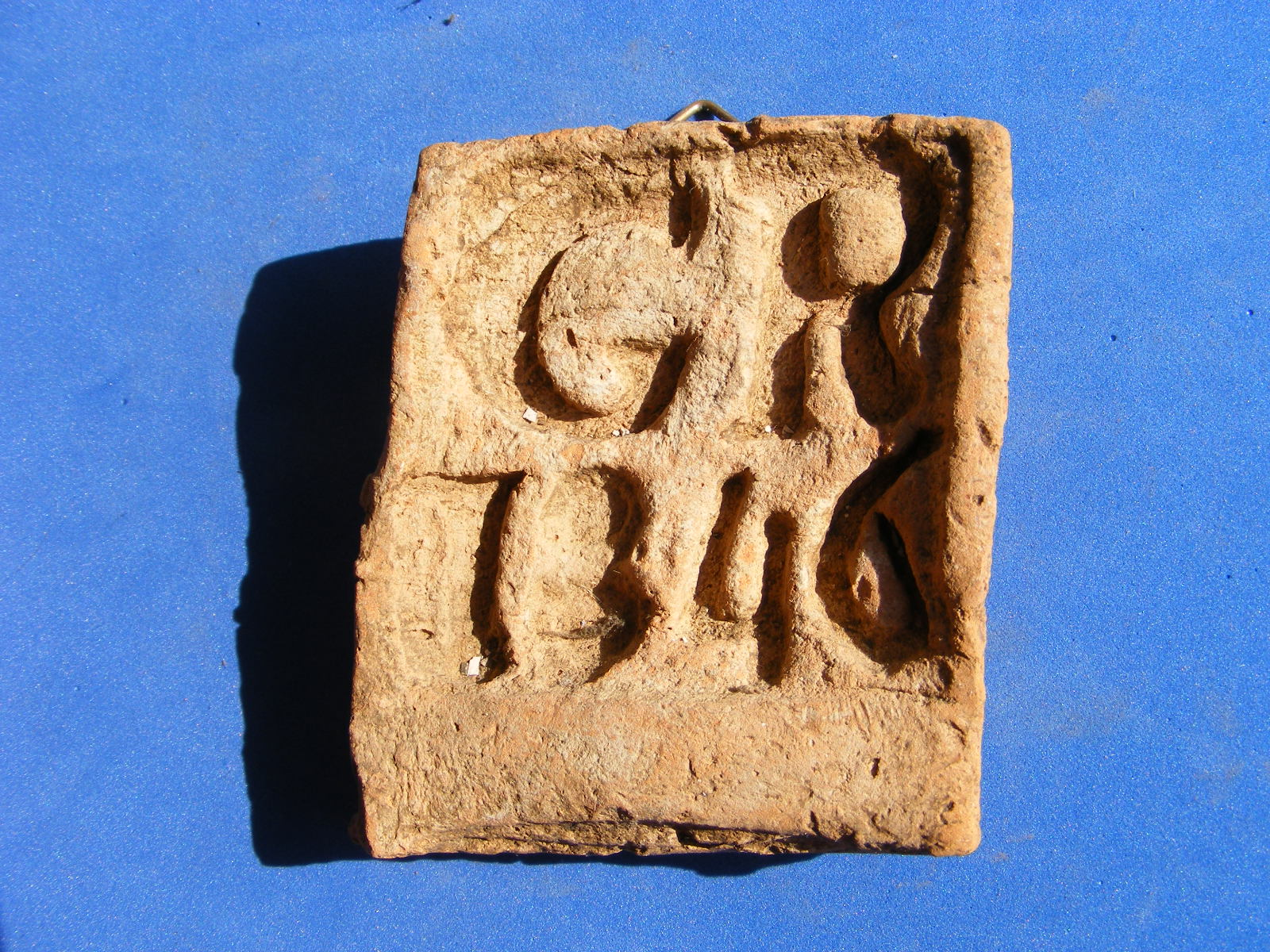
Grabenstetten, Kreis Reutlingen, 1846
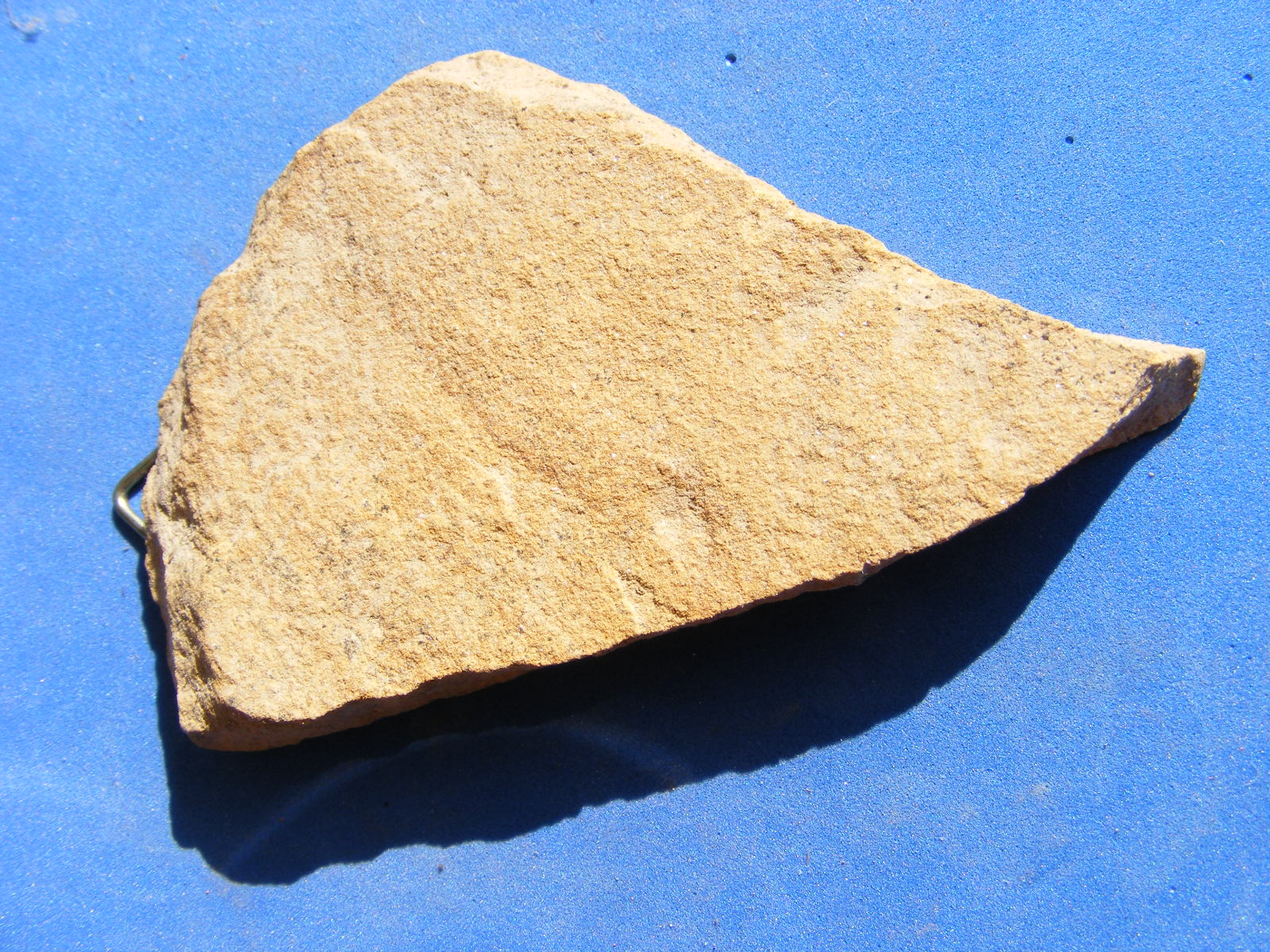
Grenze Yach (jetzt Elzach) – Oberwinden (jetzt Winden), Kreis Emmendingen
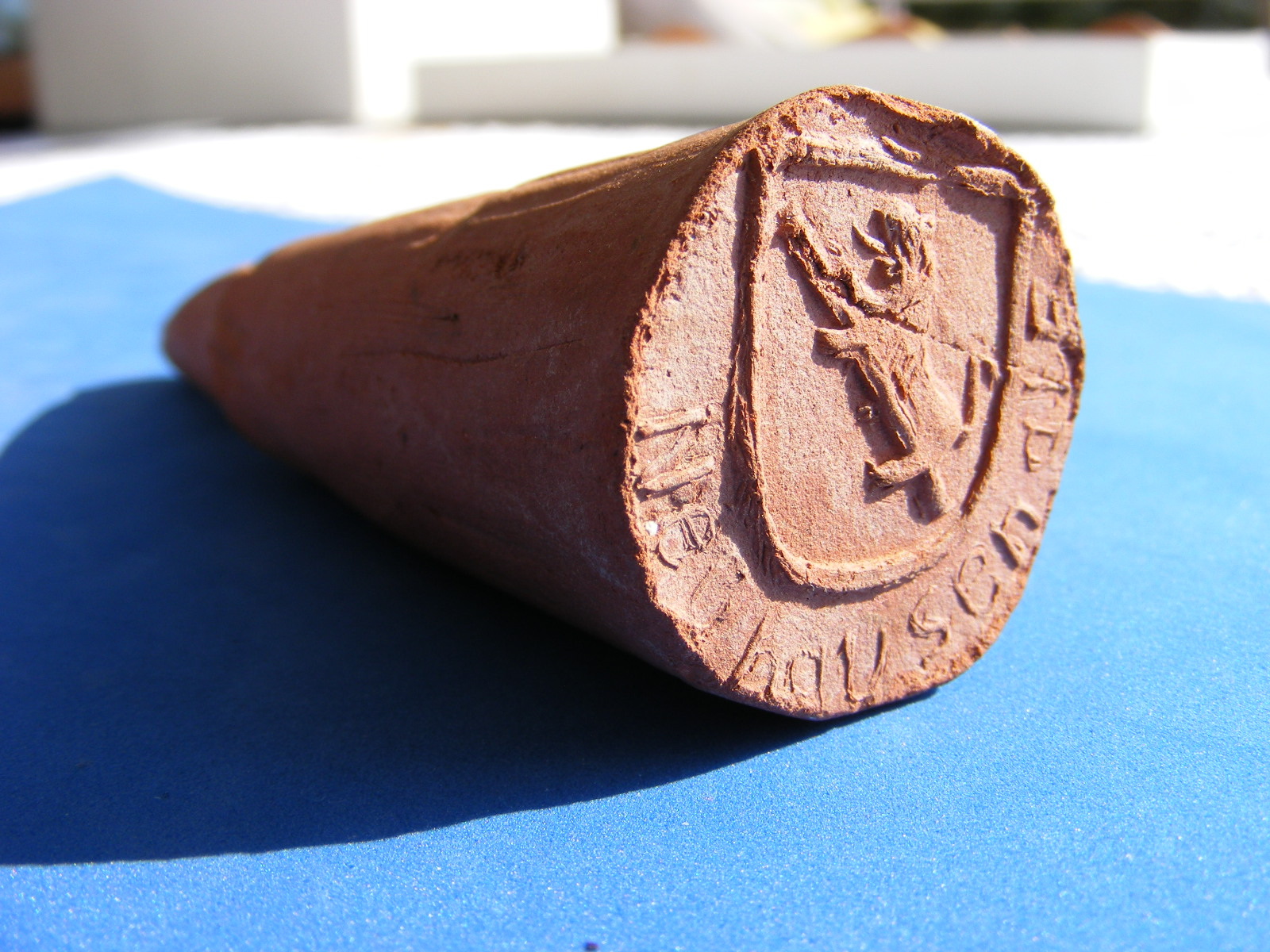
Neuhausen, Kreis Esslingen
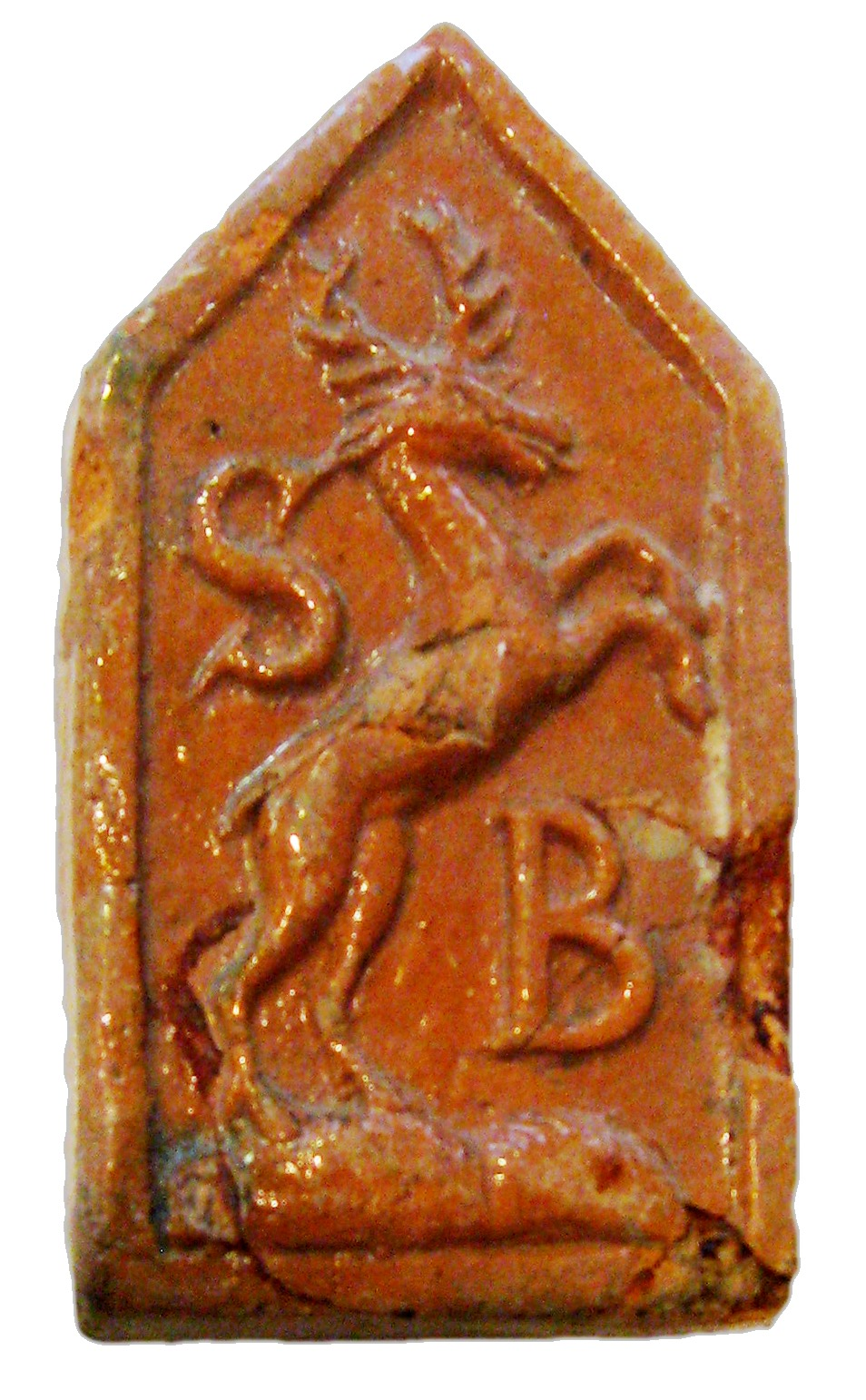
St. Blasien, Landkreis Waldshut
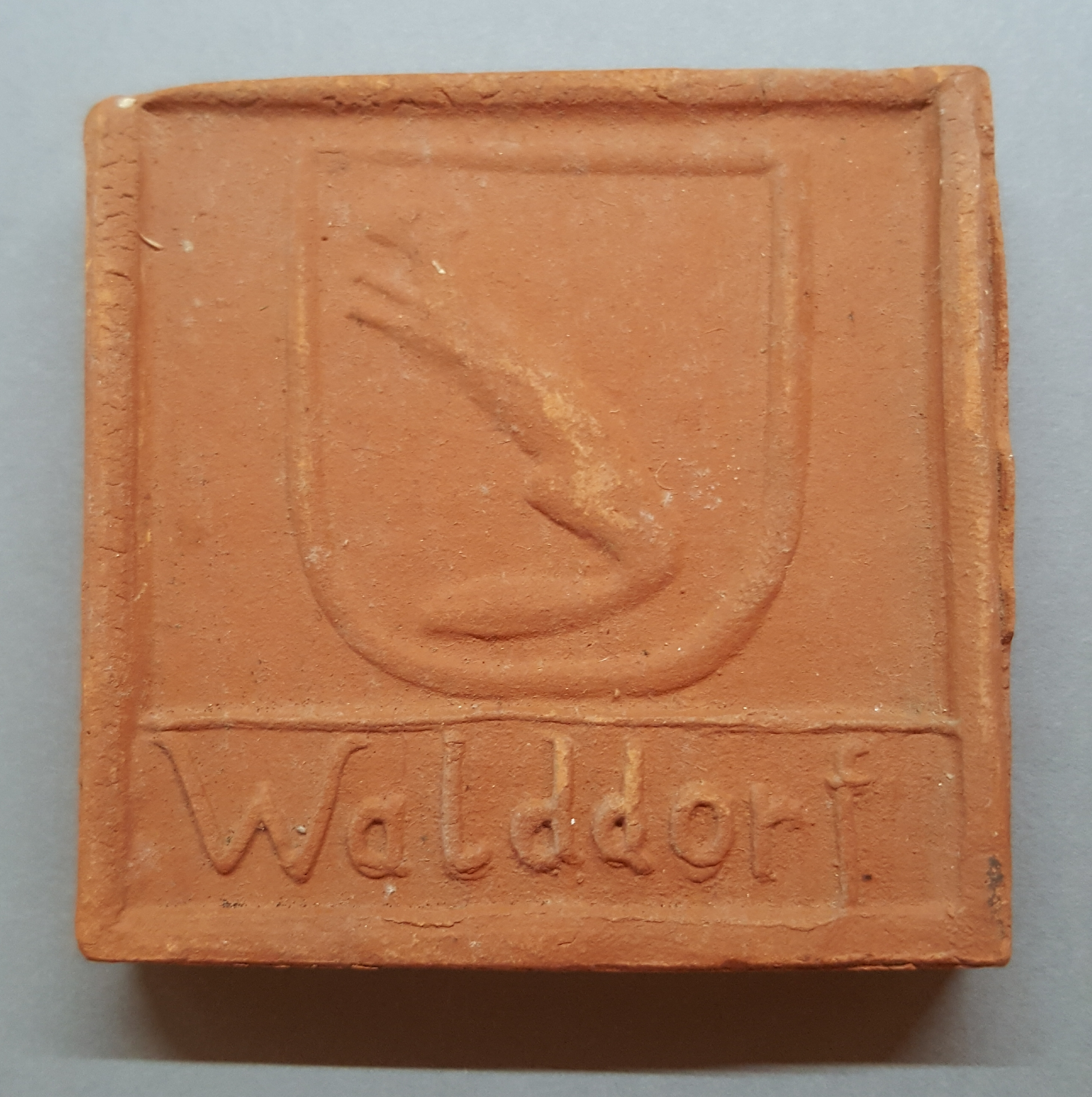
Walddorf (Gmde. Walddorfhäslach), Landkreis Reutlingen, Abmessungen: ca. 6,5 × 6,3 × 1,3 cm
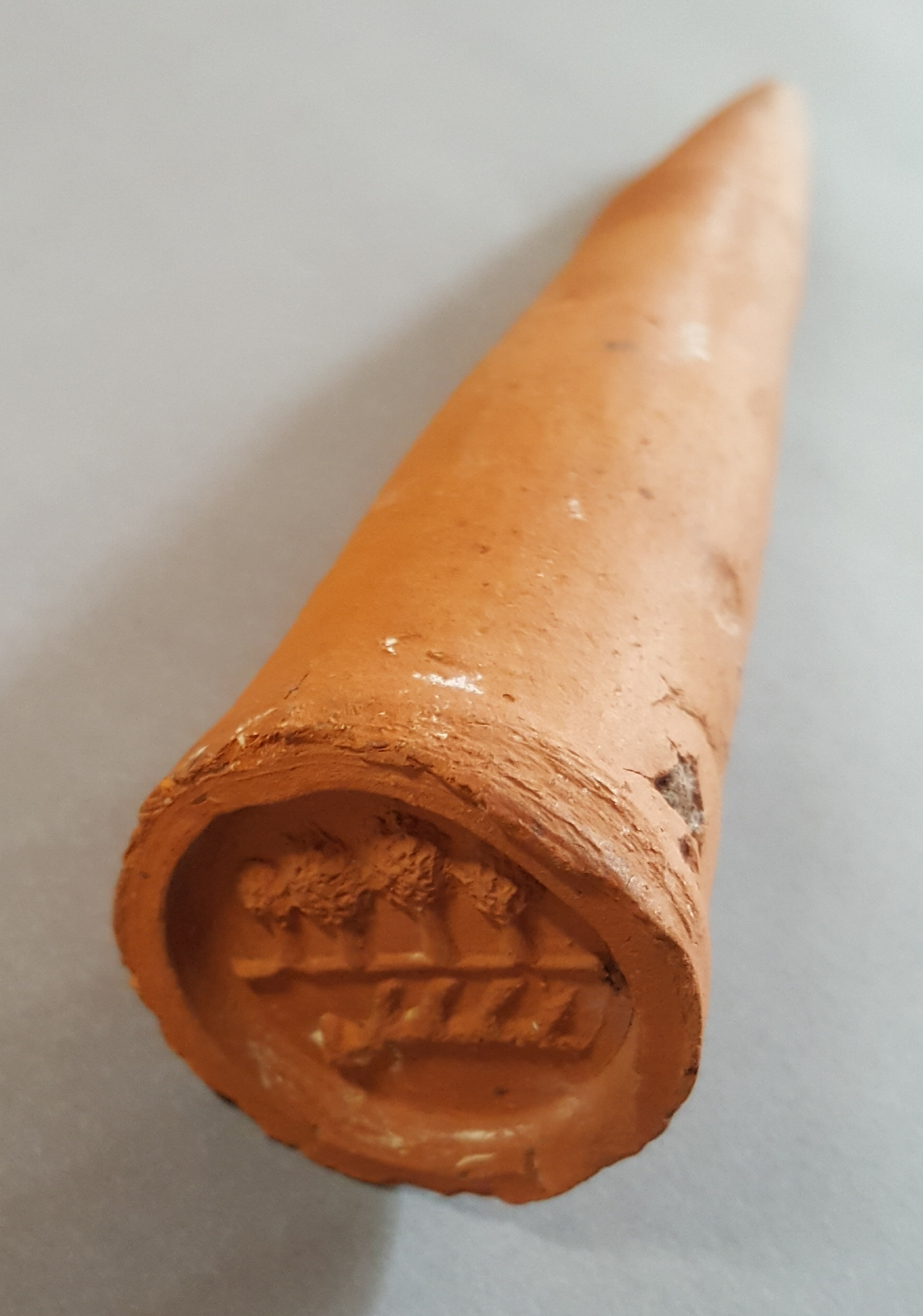
Häslach (Gmde. Walddorfhäslach), Landkreis Reutlingen, Abmessungen: Durchmesser ca. 3,6 cm, Länge ca. 14,7 cm
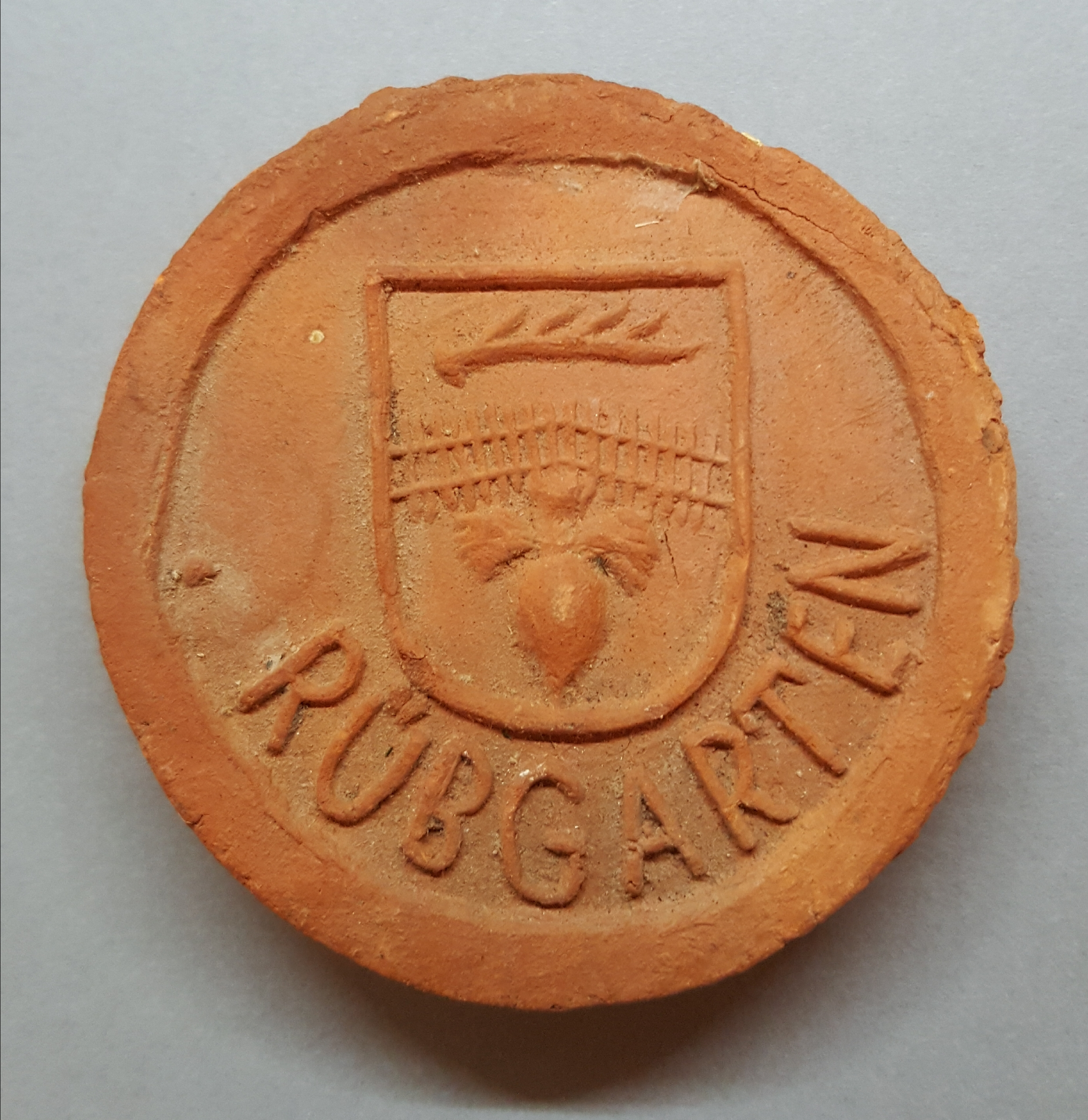
Rübgarten (Gmde. Pliezhausen), Landkreis Reutlingen, Abmessungen: Durchmesser ca. 5,6 cm, Höhe ca. 1,3 cm
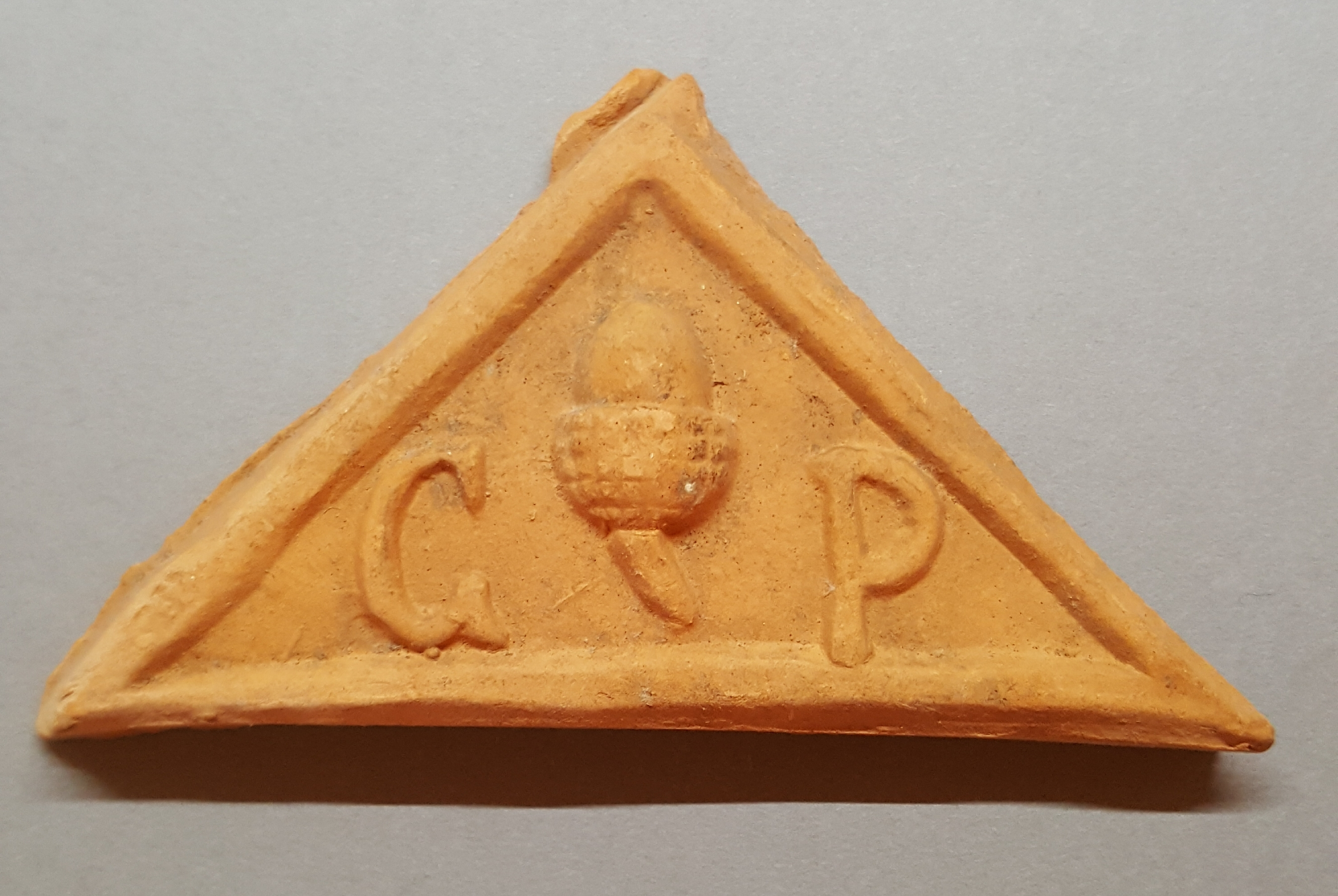
Pliezhausen (Gmde. Pliezhausen), Landkreis Reutlingen, Abmessungen: Länge ca. 8,9 cm, Seitenlängen ca. 6,0 cm und 6,3 cm, Höhe ca. 1,3 cm
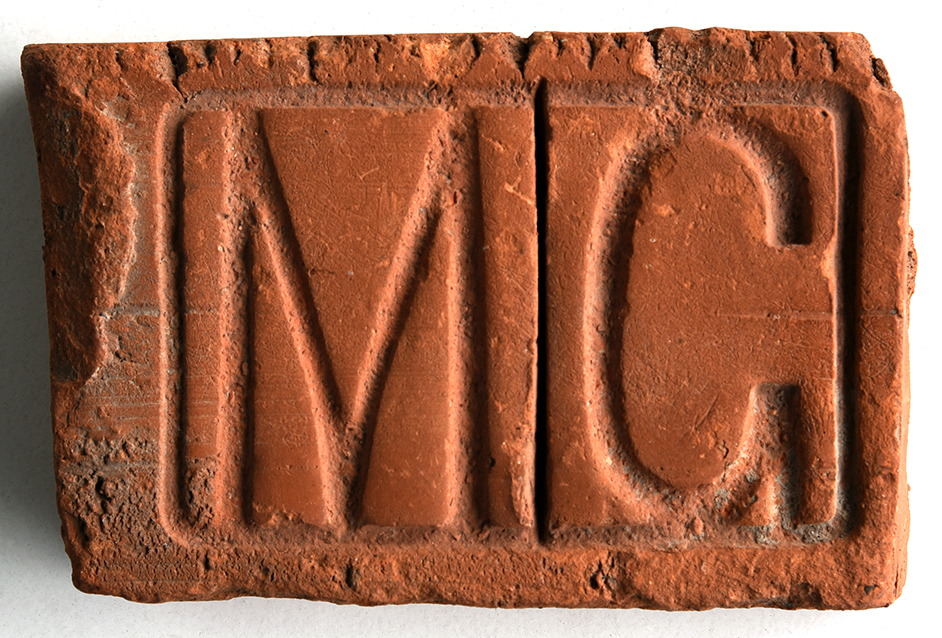
Markgröningen, Landkreis Ludwigsburg
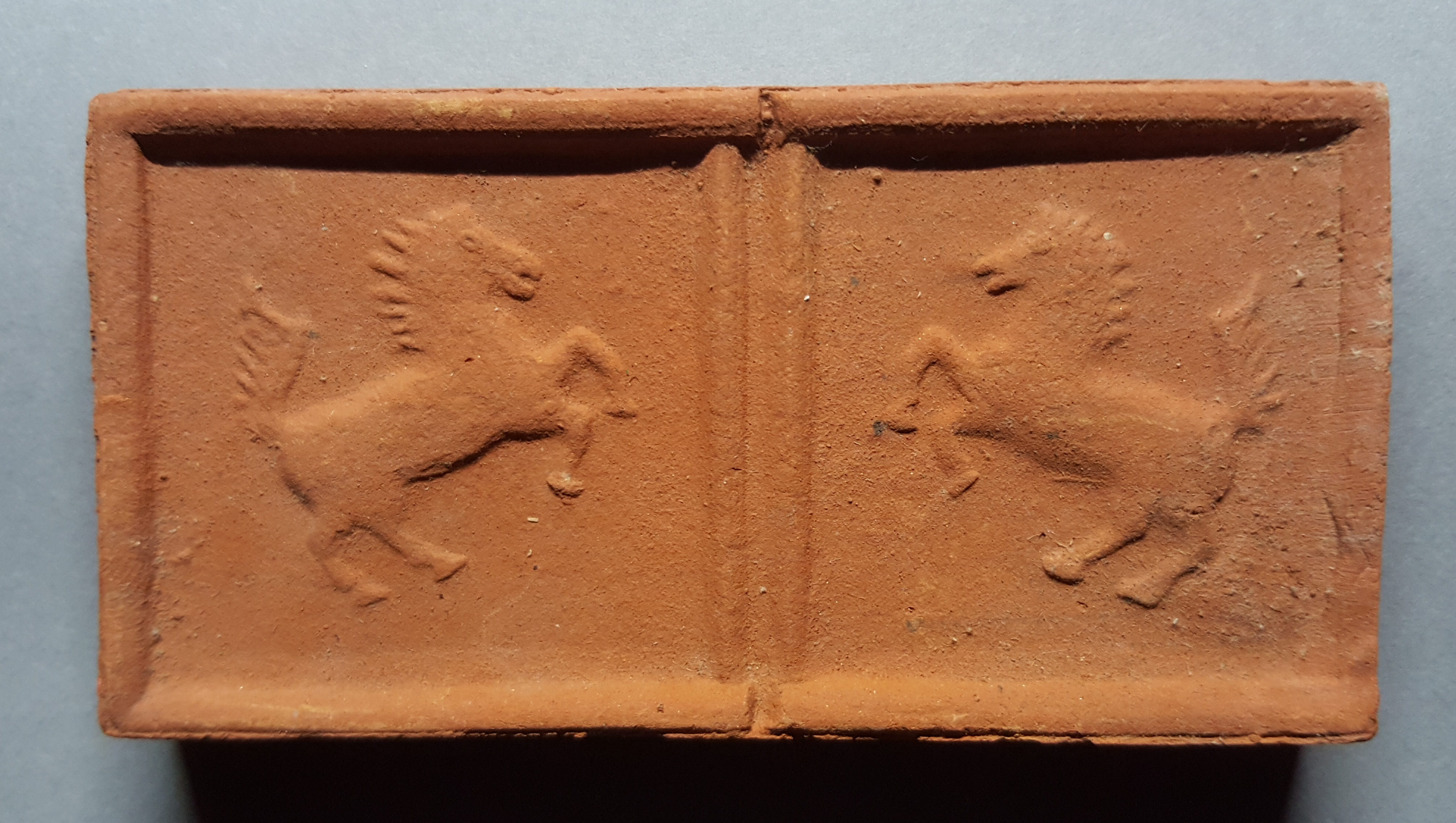
Stuttgart, Abmessungen: ca. 9,9 × 4,9 × 1,2 cm

## GPS-Vermessung
Heute werden Grenzpunkte per Differential-GPS beziehungsweise Echtzeitkinematik     auf den Zentimeter genau vermessen. Meist werden die Grenzpunkte zusätzlich durch umliegende Vermessungspunkte gesichert. Dadurch kann ein verschobener oder verschwundener Grenzstein wieder rekonstruiert werden. In Deutschland wird das Korrektursystem SAPOS verwendet.